# Конституция Азербайджанской ССР (1937)
Конституция Азербайджанской ССР 1937 года — высший по юридической силе нормативный документ после Конституции СССР, действовавший на территории Азербайджанской ССР с 1937 года.

## История
Утверждена постановлением Чрезвычайного 9 съезда Азербайджанской ССР 14 марта 1937 года. Третья конституция Азербайджана после Конституции 1921 года и Конституции 1927 года.

## Общая характеристика

### Правовое положение граждан
Конституцией установлено право личной собственности граждан на трудовые доходы, жилой дом, предметы личного хозяйства, и право наследования личной собственности.
Установлено государственное планирование экономической деятельности.
Установлен обязательный труд. В статье 12 Конституции прописаны принципы «Кто не работает - тот не ест», и «От каждого по его способностям, каждому - по его труду».
Устанавливалось право граждан на получение гарантированной работы. Установлен 7-часовой рабочий день, ежегодный отпуск, пенсионное обеспечение, социальное страхование.
Статьёй 127 Конституции установлено право на бесплатную медицинскую помощь трудящимся.
Введено всеобщее обязательное 8-летнее образование. Установлена бесплатность всех видов и уровней образования. Введено обучение в школах на родном языке. 
Статьёй 131 установлена свобода совести. Религиозные учреждения отделены от государства. Школа отделена от религии. Установлена свобода отправления религиозных обрядов. Также установлена свобода антирелигиозной пропаганды.
Статьями 132, 133 гражданам гарантированы свобода слова, свобода печати, свобода собраний и митингов, право объединения в общественные организации
Статьёй 133 установлено право вступить в Коммунистическую Партию СССР.
Статьёй 134 установлена неприкосновенность личности. Никто не мог быть подвергнут аресту иначе как по постановлению суда или с санкции прокурора.
Статьёй 138 установлено, что лица покушающиеся на социалистическую собственность, являются врагами народа.
Введена всеобщая воинская обязанность.
Установлено всеобщее избирательное право.

### Государственное устройство
Конституцией установлено деление территории на 50 районов. Установлены 8 городов республиканского подчинения: Али-Байрамлы, Баку, Евлах, Кировобад, Мингечаур, Нафталан, Сумгаит, Шеки.
Конституцией установлено, что законы СССР обязательны для Азербайджанской ССР. Каждый гражданин Азербайджанской ССР является гражданином СССР.
Пунктом щ) ст. 19 установлено право предоставлять гражданство Азербайджанской ССР.
Высшим органом государственной власти установлен Государственный Совет Азербайджанской ССР. Он являлся единственным законодательным органом. Избирался гражданами Азербайджанской ССР сроком на 4 года по норме: 1 депутат на 12 500 человек населения. Законы принимались простым большинством. 
Статьёй 36 Конституции введена депутатская неприкосновенность.
15 марта 1946 года были внесены изменения в Конституцию СССР и, соответственно, Конституцию Азербайджанской ССР, согласно которым Совет Народных комиссаров был преобразован в Совет министров, Народные комиссариаты — в министерства.
Исполнительным органом является Совет Министров.
Учреждались министерства. Министерства поделены на союзно-республиканские и республиканские. Союзно-республиканские министерства подчинялись Совету Министров Азербайджанской ССР и соответствующему министерству СССР. 
Республиканские министерства подчинялись только Совету Министров Азербайджанской ССР. Большинство министерств были союзно-республиканскими. 
Союзно-республиканские министерства: внутренних дел, высшего и среднего специального образования, заготовок, здравоохранения, иностранных дел, культуры, легкой промышленности, лесной и деревообрабатывающей промышленности, мелиорации и водного хозяйства, мясной и молочной промышленности, нефтеперерабатывающей и нефтехимической промышленности, пищевой промышленности, промышленного строительства, промышленности строительных материалов, просвещения, связи, сельского строительства, сельского хозяйства, совхозов, торговли, финансов, юстиции.
К республиканским относили министерства автомобильного транспорта, бытового обслуживания населения, коммунального хозяйства, местной промышленности, социального обеспечения, Управление делами Президента Азербайджанской Республики.
Местным законодательным органом власти являлся Совет депутатов трудящихся. Местным исполнительным органом являлся Исполнительный комитет.
Учреждён Верховный Суд Азербайджанской ССР. Судебная система состояла из Верховного суда, народных судов, специальных судов СССР. Судопроизводство велось на азербайджанском и русском языке.
Учреждалась Прокуратура. Высший надзор за законностью осуществлял Прокурор Азербайджанской ССР. Учреждались районные, городские Прокуроры, органы Прокуратуры.